# Gonomyia cairnensis
Gonomyia cairnensis là một loài ruồi trong họ Limoniidae. Chúng phân bố ở miền Australasia.